# A labdarúgó-Európa-bajnokságok döntőinek játékvezetői
Az eddig megrendezett labdarúgó-Európa-bajnokságok döntőinek játékvezetői a következők voltak:

## Döntők
| Év                                        | Mérkőzés                      | Eredmény             | Játékvezető, nemzetiség                      | Forrás |
| ----------------------------------------- | ----------------------------- | -------------------- | -------------------------------------------- | ------ |
| 1960. július 6–10.; · Franciaország       | Szovjetunió – Jugoszlávia     | 2–1                  | Arthur Ellis · Anglia                        |        |
| 1964. június 17–21.; · Spanyolország      | Spanyolország – Szovjetunió   | 2–1                  | Arthur Holland · Anglia                      |        |
| 1968. június 5–10.; · Olaszország         | Olaszország – Jugoszlávia     | 1–1                  | Gottfried Dienst · Svájc                     |        |
| 1968. június 5–10.; · Olaszország         | Olaszország – Jugoszlávia     | 2–0                  | José María Ortiz de Mendíbil · Spanyolország |        |
| 1972. június 18.; · Belgium               | NSZK – Szovjetunió            | 3–0                  | Ferdinand Marschall · Ausztria               |        |
| 1976. június 20.; · Jugoszlávia           | Csehszlovákia – NSZK          | 2–2 (h.u.) (t.: 5–3) | Sergio Gonella · Olaszország                 |        |
| 1980. június 22.; · Olaszország           | NSZK – Belgium                | 2–1                  | Nicolae Rainea · Románia                     |        |
| 1984. június 27.; · Franciaország         | Franciaország – Spanyolország | 2–0                  | Vojtěch Christov · Csehszlovákia             |        |
| 1988. június 25.; · NSZK                  | Hollandia – Szovjetunió       | 2–0                  | Michel Vautrot · Franciaország               |        |
| 1992. június 26.; · Svédország            | Dánia – Németország           | 2–0                  | Bruno Galler · Svájc                         |        |
| 1996. június 30.; · Anglia                | Németország – Csehország      | 2–1 (h.u.)           | Pierluigi Pairetto · Olaszország             |        |
| 2000. július 2.; · Belgium/ Hollandia     | Franciaország – Olaszország   | 2–1 (h.u.)           | Anders Frisk · Svédország                    |        |
| 2004. július 4.; · Portugália             | Portugália – Görögország      | 0–1                  | Markus Merk · Németország                    |        |
| 2008. június 29.; · Ausztria/ Svájc       | Németország – Spanyolország   | 0–1                  | Roberto Rosetti · Olaszország                |        |
| 2012. július 1.; · Lengyelország/ Ukrajna | Spanyolország – Olaszország   | 4–0                  | Pedro Proença · Portugália                   |        |
| 2016. július 10.; · Franciaország         | Portugália – Franciaország    | 1–0 (h.u.)           | Mark Clattenburg · Anglia                    |        |
| 2021. július 11.; Európa                  | Olaszország – Anglia          | 1–1 (h.u.) (t.: 3–2) | Björn Kuipers · Hollandia                    |        |

## Nemzetiségek szerint
Az 1968-as labdarúgó-Európa-bajnokság döntőjét újrajátszották.
- Sorrend: Döntők száma; Nemzetiség (ábécésorrend)

| Nemzetiség    | Döntők száma |
| ------------- | ------------ |
| Anglia        | 3            |
| Olaszország   | 3            |
| Svájc         | 2            |
| Ausztria      | 1            |
| Csehszlovákia | 1            |
| Franciaország | 1            |
| Hollandia     | 1            |
| Németország   | 1            |
| Portugália    | 1            |
| Románia       | 1            |
| Spanyolország | 1            |
| Svédország    | 1            |